# گلف میلز (پنسیلوانیا)
گلف میلز (به انگلیسی: Gulph Mills) یک منطقهٔ مسکونی در ایالات متحده آمریکا است که در شهرستان مونتگومری، پنسیلوانیا واقع شده‌است. گلف میلز ۴۵٫۱۱ متر بالاتر از سطح دریا واقع شده‌است.